# Eupithecia garuda
Eupithecia garuda es una especie de polilla de la familia Geometridae. La especie fue descrita por primera vez por Mironov & Galsworthy habiendo sido descrita en 2005, con distribución en varios países de Asia.: 486  El holotipo de la especie fue descrita en los cerros conocidos como Tiger Hill, al oeste de Darjeeling a un altitud de 2570 metros (8431,8 pies).

## Descripción
Es una polilla pequeña con una envergadura es de unos 17 milímetros (0,7 plg). El ala anterior es bastante ancha, con costa suavemente curvada, y su margen exterior bien curvado, mientras que el margen interior suele ser recto. El ala posterior es ancha con el margen exterior fuertemente redondeado y el margen anal recto. El color de fondo de las alas anteriores es marrón oscuro con una línea transversal gris claro.
Se distingue de otros miembros del grupo, excepto p. vricoetes y nuceistrigata, por la mancha discal alargada. Se diferencia de p. vricoetes por la ausencia de amplias zonas grises en el ala anterior, y de nuceistrigata por la forma de la parte externa de la banda postmedial.

## Distribución
La especie ha sido descrita en varios países de Asia, incluyendo el Noreste de la India, el norte de Tailandia, Nepal y Laos.: 466 